# 鹤首马先蒿
鹤首马先蒿（学名：Pedicularis gruina）是列当科马先蒿属的植物，为中国的特有植物。分布在中国大陆的云南等地，生长于海拔2,600米至3,000米的地区，见于高山草地中和沟边与杂木林下等处，目前尚未由人工引种栽培。

## 异名
- Pedicularis gruina Franch. ex Maxim. ssp. pilosa (Bonati) Tsoong
- Pedicularis gruina Franch. ex Maxim. ssp. polyphylla (Franch.) Tsoong